# Manfred Hülsken-Giesler
Manfred Hülsken-Giesler (* 1966 in Beckum) ist ein deutscher Pflegewissenschaftler.

## Leben
Manfred Hülsken-Giesler absolvierte zwischen den Jahren 1987 und 1990 eine Ausbildung zum Gesundheits- und Krankenpfleger (damalige Berufsbezeichnung) in Recklinghausen. Von 1996 bis 2001 studierte er Pflegewissenschaft sowie Erziehungs- und Gesellschaftswissenschaft an der Universität Bremen. 2007 folgte die Promotion an der Universität Osnabrück. Manfred Hülsken-Giesler war von 2014 bis 2018 Mitglied im Vorstand der Deutschen Gesellschaft für Pflegewissenschaft (DGP) und Gründungsmitglied sowie langjähriger Sprecher der DGP-Arbeitsgruppe Entwicklung und Folgen von Technik und Informatik in der Pflege. Auf den im Jahr 2013 eingerichteten Lehrstuhl für „Gemeindenahe Pflege“ der PTH Vallendar wurde er zum Wintersemester 2013/2014 als erster Lehrstuhlinhaber berufen. Im Jahr 2018 wurde Manfred Hülsken-Giesler Dekan der pflegewissenschaftlichen Fakultät der PTH Vallendar. Im Januar 2019 wechselte Manfred Hülsken-Giesler von der PTH Vallendar auf den Lehrstuhl für Pflegewissenschaft der Universität Osnabrück. Von 2018 bis 2020 war er Mitglied der Sachverständigenkommission zur Erstellung des Achten Altersberichtes der Bundesregierung zum Thema „Ältere Menschen und Digitalisierung“. Seit 2019 ist er Kurator des Kuratoriums Deutsche Altershilfe sowie seit 2022 Institutsdirektor des Instituts für Gesundheitsforschung und Bildung (IGB) der Universität Osnabrück.

## Forschungsschwerpunkte
Hülsken-Giesler beschäftigt sich mit neuen Technologien in Gesundheit und Pflege, so auch mit der Robotik in der Pflege. Auch geht es ihm um die Zukunftsforschung in Gesundheit und Pflege, um hochschulische Bildung in Gesundheit und Pflege sowie um grundlagentheoretische Arbeiten.

## Schriften (Auswahl)
- Der Zugang zum Anderen. Zur theoretischen Rekonstruktion von Professionalisierungsstrategien pflegerischen Handelns im Spannungsfeld von Mimesis und Maschinenlogik (= Pflegewissenschaft und Pflegebildung. Band 3). Vandenhoeck und Ruprecht, Göttingen 2008, ISBN 3-89971-373-7, (zugleich Dissertation, Osnabrück 2007).
- mit Hartmut Remmers und Manuel Zimansky: Wachkoma, Apallisches Syndrom: Wie tot sind Apalliker?, in: Michael Anderheiden, Wolfgang U. Eckart (Hrsg.): Handbuch Sterben und Menschenwürde, de Gruyter Berlin 2012, Band I, Seiten 671–696.
- als Herausgeber mit Johannes Korporal: Fachqualifikationsrahmen Pflege für die hochschulische Bildung. (FQR Pflege 6-8). Purschke + Hensel, Berlin 2013, ISBN 978-3-00-042537-0.
- als Herausgeber mit Susanne Kreutzer und Nadin Dütthorn: Rekonstruktive Fallarbeit in der Pflege. Methodologische und praktische Relevanz für Pflegewissenschaft, Pflegebildung und die direkte Pflege(= Pflegewissenschaft und Pflegebildung. Band 13). Vandenhoeck und Ruprecht, Göttingen 2016, ISBN 3-8471-0508-6.
- als Herausgeber mit Hermann Brandenburg und Erika Sirsch: Vom Zauber des Anfangs und den Chancen der Zukunft. Festschrift zum 10-jährigen Bestehen der pflegewissenschaftlichen Fakultät an der philosophisch-theologischen Hochschule Vallendar. Hogrefe, Bern 2016, ISBN 3-456-85711-X.
- als Herausgeber mit Thomas Foth, Dave Holmes, Susanne Kreutzer und Hartmut Remmers: Critical approaches in nursing theory and nursing research. Implications for nursing practice(= Pflegewissenschaft und Pflegebildung. Band 14). Vandenhoeck und Ruprecht, Göttingen 2017, ISBN 3-8471-0512-4.
- als Herausgeber mit Susanne Kreutzer und Nadin Dütthorn: Neue Technologien für die Pflege. Grundlegende Reflexionen und pragmatische Befunde. V&R unipress Osnabrück 2022.
- mit Nathalie Englert, Lara Peters, Mareike Przysuda, Marco Noelle und Andreas Büscher (2023): Häusliche Pflegearrangements im Zusammenhang mit dem sozioökonomischen Status. Berlin/Heidelberg: Springer Nature

## Videoclip
- YouTube (47:37 Min.): Gesundheit und Sozialpflege zwischen Sorge und Versorgung, Prof. Dr. Manfred Hülsken-Giesler an der PTHV am 30. 11. 2017. Videoclip, abgerufen am 16. August 2020.